# ذي ياج (ذمار)

تعديل مصدري - تعديل

ذي ياج هي إحدى قرى عزلة منقذة بمديرية مدينة ذمار التابعة لمحافظة ذمار، بلغ تعداد سكانها 1,099 نسمة حسب تعداد اليمن لعام 2004.